# 趙潤濟
趙潤濟（韓語：조윤제，1952年2月22日—）是韩国外交家，曾于2017年至2019年出任韩国驻美国大使。

## 履历
赵润济是韩国科学技术院金融学院教授、西江大学国际学院荣誉教授。他曾在国际复兴开发银行和国际货币基金组织等组织工作，积累了经济、金融方面的经验。其在2003到2005年担任韩国前总统卢武铉的经济顾问，2005年至2008年担任韩国驻英国大使。2017年韩国大选期间，他还领导了文在寅的政策智库。